# 마테오 폰테
마테오 폰테(스페인어: Mateo Antoni Pavón, 2003년 5월 24일~)는 우루과이의 축구 선수로, 보타포구와 우루과이 대표팀에서 수비수로 활동하고 있다.

## 구단 경력

### 다누비오
2021년 2월 4일, 리버 플레이트 몬테비데오와의 경기에서 프로 데뷔전을 치렀다.

### 보타포구
2023년 8월 2일, 캄페오나투 브라질레이루 세리이 A와 3년 6개월 계약을 체결했다.

## 국가대표팀 경력
2023년 FIFA U-20 월드컵에서 우승을 차지한 우루과이 U-20 대표팀 의 일원이다.
2023년 6월, 니카라과와 쿠바와의 친선경기를 위해 소집된 A대표팀 명단에 이름을 올렸다.